# Arbeitnehmer im öffentlichen Dienst (Deutschland)
Arbeitnehmer im öffentlichen Dienst in Deutschland (auch Tarifbeschäftigte und in den Tarifverträgen nur Beschäftigte genannt) bilden neben den Beamten, Soldaten und Richtern, die in einem öffentlich-rechtlichen Dienstverhältnis stehen, und den Beziehern von Amtsbezügen eine eigene Statusgruppe der Personen im deutschen öffentlichen Dienst. Ihre Arbeitgeber sind der Bund, Länder, Gemeinden, Gemeindeverbände und sonstige Körperschaften, Anstalten und Stiftungen des öffentlichen Rechts. Der Arbeitgeber entspricht dem Dienstherrn bei Personen in einem Dienstverhältnis. Arbeitnehmer bei privatrechtlich organisierten Unternehmen in öffentlicher Hand (öffentliche Unternehmen) zählen grundsätzlich nicht zu den Arbeitnehmern im öffentlichen Dienst. Dienstordnungsangestellte bei den Sozialversicherungen haben einen beamtenähnlichen Status.

## Zahlen
Zum 30. Juni 2020 gab es insgesamt 3.079.050 Arbeitnehmer im öffentlichen Dienst. Dies waren 62,0 Prozent aller Beschäftigten im öffentlichen Dienst und 2,2 Prozent mehr als im Vorjahr. Der Anteil der Arbeitnehmer bei den Sozialversicherungen ist am höchsten, wohingegen er beim Bund am niedrigsten ist. Letzteres ist wesentlich durch die Berufssoldaten und Soldaten auf Zeit bedingt. Ohne diese läge der Anteil zum Stichtag 30. Juni 2020 bei 44,0 Prozent.
| Jahr | Insgesamt | Insgesamt   | Bund    | Bund        | Länder    | Länder      | Kommunen  | Kommunen    | Sozialversicherung | Sozialversicherung |
| Jahr | absolut   | relativ (%) | absolut | relativ (%) | absolut   | relativ (%) | absolut   | relativ (%) | absolut            | relativ (%)        |
| ---- | --------- | ----------- | ------- | ----------- | --------- | ----------- | --------- | ----------- | ------------------ | ------------------ |
| 2020 | 3.079.050 | 62,0        | 148.690 | 29,2        | 1.181.290 | 47,4        | 1.408.515 | 88,2        | 367.975            | 92,5               |
| 2019 | 3.011.080 | 61,6        | 146.160 | 29,1        | 1.158.845 | 47,1        | 1.368.685 | 87,9        | 337.385            | 92,2               |
| 2018 | 2.947.270 | 61,4        | 145.260 | 29,6        | 1.132.360 | 46,4        | 1.330.995 | 87,4        | 338.655            | 91,8               |
| 2017 | 2.895.395 | 61,1        | 146.065 | 29,3        | 1.109.285 | 46,4        | 1.300.245 | 87,4        | 339.800            | 91,8               |

## Rechtsstellung
Das Arbeitsverhältnis der Arbeitnehmer im öffentlichen Dienst beruht auf einem Arbeitsvertrag nach dem Privatrecht, wohingegen die Personen in einem Dienstverhältnis nach öffentlichem Recht angestellt sind. Die ersten sechs Monate der Beschäftigung gelten grundsätzlich als Probezeit. Sie entfällt bei Übernahme aus einem Ausbildungsverhältnis. Für viele Bereiche wird die entsprechende Anwendung der Bestimmungen für Beamte festgelegt, im Bereich des TVöD zum Beispiel bei der Schadenshaftung, der Erstattung von Reise- und Umzugskosten sowie Trennungsgeld (§ 44 TVöD BT-V).

### Pflichten
Die im Rahmen des Arbeitsvertrages geschuldete Leistung hat der Arbeitnehmer gewissenhaft und ordnungsgemäß auszuführen. Arbeitnehmer, in deren Aufgabenbereichen auch hoheitliche Tätigkeiten wahrgenommen werden, müssen sich durch ihr gesamtes Verhalten zur freiheitlichen demokratischen Grundordnung im Sinne des Grundgesetzes bekennen (§ 41 TVöD BT-V; §§ 3 TV-L, TV-H).
Arbeitnehmer im öffentlichen Dienst haben, auch über die Beendigung ihres Arbeitsverhältnisses hinaus, über Angelegenheiten, deren Geheimhaltung durch gesetzliche Vorschriften vorgesehen (z. B. Verschlusssachen) oder vom Arbeitgeber angeordnet ist, Verschwiegenheit zu wahren. Sie dürfen von Dritten Belohnungen, Geschenke, Provisionen oder sonstige Vergünstigungen in Bezug auf ihre Tätigkeit nicht annehmen.

### Arbeitszeit
Die Wochenarbeitszeit der Arbeitnehmer beträgt bei Vollzeitbeschäftigung häufig 39 bis 40 Stunden, wohingegen Beamte in der Regel 40 oder 41 Stunden wöchentlich arbeiten.

### Urlaub
Der Anspruch auf Erholungsurlaub für Arbeitnehmer im öffentlichen Dienst beträgt grundsätzlich 30 Tage (§§ 26 TVöD, TV-L, TV-H).

### Mutterschutz und Elternzeit
Die mutterschutzrechtlichen Regelungen sowie die zur Elternzeit sind im Mutterschutzgesetz (MuSchG) bzw. dem Bundeselterngeld- und Elternzeitgesetz (BEEG) geregelt. Sie entsprechen den Regelungen für Personen in einem Dienstverhältnis.

### Nebentätigkeiten
Für Nebentätigkeiten gelten weniger strenge Regelungen als für Personen in einem Dienstverhältnis. Diese müssen nicht vorab genehmigt werden. Allerdings besteht eine Anzeigepflicht, sofern die Nebentätigkeit gegen Entgelt erfolgt. Der Arbeitgeber kann die Nebentätigkeit untersagen oder mit Auflagen versehen.

## Entgelt
Arbeitnehmer im öffentlichen Dienst erhalten monatlich ein Tabellen-Entgelt als unmittelbaren Gegenwert für ihre geleistete Arbeit. Personen in einem Dienstverhältnis erhalten hingegen Besoldung nach dem Alimentationsprinzip. Die Höhe bestimmt sich nach der Entgeltgruppe, in der sie eingruppiert sind, und nach der für sie geltenden Stufe. Die Eingruppierung in eine Entgeltgruppe richtet sich nach tarifvertraglich festgelegten Tätigkeitsmerkmalen. Grundsätzlich gibt es die Entgeltgruppen 1 bis 15 und sechs Stufen. Die ersten beiden Stufen zählen zum Grundentgelt, die Stufen 3 bis 6 sind Entwicklungsstufen. Sofern keine einschlägige Berufserfahrung vorliegt, werden die Arbeitnehmer bei Einstellung der Stufe 1 zugeordnet. Sofern eine einschlägige Berufserfahrung von mindestens einem Jahr vorhanden ist, erfolgt eine Zuordnung zur Stufe 2; bei einschlägiger Berufserfahrung von mindestens drei Jahren zur Stufe 3.
Die Arbeitnehmer im Bereich des TVöD erreichen die jeweils nächste Stufe nach folgenden Zeiten einer ununterbrochenen Tätigkeit innerhalb derselben Entgeltgruppe bei ihrem Arbeitgeber (Stufenlaufzeit):
| Entgeltgruppe | Stufe           | Stufe                  | Stufe                    | Stufe                    | Stufe                    | Stufe                    |
| Entgeltgruppe | 1               | 2                      | 3                        | 4                        | 5                        | 6                        |
| ------------- | --------------- | ---------------------- | ------------------------ | ------------------------ | ------------------------ | ------------------------ |
| E 1           | existiert nicht | bei Einstellung        | nach 4 Jahren in Stufe 2 | nach 4 Jahren in Stufe 3 | nach 4 Jahren in Stufe 4 | nach 4 Jahren in Stufe 5 |
| E 2 bis E 15  | bei Einstellung | nach 1 Jahr in Stufe 1 | nach 2 Jahren in Stufe 2 | nach 3 Jahren in Stufe 3 | nach 4 Jahren in Stufe 4 | nach 5 Jahren in Stufe 5 |

(Quelle:)
Bei Leistungen des Arbeitnehmers, die erheblich über oder unter dem Durchschnitt liegen, kann die erforderliche Zeit für das Erreichen der Stufen 4 bis 6 jeweils verkürzt bzw. verlängert werden. Ein Leistungsentgelt kann als variable und leistungsorientierte Bezahlung zusätzlich zum Tabellenentgelt gezahlt werden. Ein Familienzuschlag wie bei Personen in einem Dienstverhältnis wird nicht gewährt.
Arbeitnehmer erhalten, anders als Personen in einem Dienstverhältnis, eine Jahressonderzahlung. Zudem haben sie grundsätzlich Anspruch auf vermögenswirksame Leistungen.
Arbeitnehmer im öffentlichen Dienst sind regelmäßig voll sozialversicherungspflichtig. Sie zahlen von ihrem Bruttogehalt neben Lohnsteuer und (in hohen Entgeltgruppen) Solidaritätszuschlag die Arbeitnehmeranteile für die gesetzliche Kranken-, Pflege-, Renten- und Arbeitslosenversicherung. Zudem sind sie grundsätzlich in einer Zusatzversorgungskasse pflichtversichert, für die sie Beiträge zahlen müssen. Daher ist ihr Nettogehalt grundsätzlich geringer im Bezug zu Personen in einem Dienstverhältnis, die vergleichbar eingruppiert sind und vergleichbare Erfahrungszeiten haben. Diese haben grundsätzlich nur Lohnsteuer und in hohen Besoldungsgruppen auch den Solidaritätszuschlag als Abzüge von ihrem Bruttogehalt. Zudem müssen sie sich allerdings privat pflegeversichern und schließen in der Regel eine private Krankenversicherung für den Anteil der Gesundheitskosten ab, die die Beihilfe nicht übernimmt.

## Versorgung
Arbeitnehmer im öffentlichen Dienst haben keinen Anspruch auf Versorgung wie Personen in einem Dienstverhältnis. Sie erhalten eine Rente von der gesetzlichen Rentenversicherung, z. B. wegen Alters, verminderter Erwerbsfähigkeit oder Todes (Witwen-/Waisenrente). Zusätzlich bestehen Ansprüche gegenüber einer Zusatzversorgungskasse, zum Beispiel der VBL. Ab 1. Januar 2002 wurde das bisherige Gesamtversorgungsmodell der Zusatzversorgung des öffentlichen Dienstes in ein Punktemodell überführt. Die Verschlechterung für bereits langjährig bestehende Arbeitsverträge sollte durch einmalige sogenannte Startgutschriften teilweise ausgeglichen werden. Arbeitnehmer sind in der gesetzlichen Unfallversicherung in Deutschland (DGUV) pflichtversichert. Diese gewährt Leistungen nach dem Siebten Buch des Sozialgesetzbuches z. B. aufgrund von Arbeitsunfällen und Berufskrankheiten. Die Beiträge zur DGUV zahlt allein der Arbeitgeber.

## Fehlverhalten
Arbeitnehmer im öffentlichen Dienst unterliegen, anders als Personen in einem Dienstverhältnis, keinem öffentlich-rechtlichen Disziplinarrecht. Arbeitsvertragswidriges Verhalten kann der Arbeitgeber mit privatrechtlichen Disziplinarmaßnahmen ahnden. Dazu gehört zum Beispiel die Abmahnung. Bei schweren oder wiederholt schuldhaft arbeitsvertragswidrigem Verhalten kann eine verhaltensbedingte Kündigung geboten sein. Arbeitsrechtliche Streitigkeiten führen in die Arbeitsgerichtsbarkeit. Für alle Klagen von Beamten und Soldaten aus dem Beamten- bzw. Wehrdienstverhältnis ist hingegen der Verwaltungsrechtsweg gegeben (§ 126 Abs. 1 BBG; § 82 Abs. 1 SG).

## Aufstieg
Ein System von Laufbahnen wie beim Beamten und Soldaten gibt es bei Arbeitnehmern nicht. Nimmt ein Arbeitnehmer nicht nur vorübergehend Tätigkeiten wahr, die den Tätigkeitsmerkmalen einer höheren Entgeltgruppe entsprechen, ist er höher einzugruppieren. Der Arbeitnehmer kann die Überprüfung seiner Eingruppierung beantragen.

## Arbeitsvertrag
Der Arbeitsvertrag unterliegt den Regeln des deutschen Arbeitsrechts. Da die Tarifverträge im öffentlichen Dienst weitreichende Regelungen treffen, sind die individuellen Arbeitsverträge oft sehr kurz gehalten. Sie verweisen auf die tarifvertraglichen Regelungen. Mindestens beinhaltet er jedoch, ob das Arbeitsverhältnis unbefristet oder auf bestimmte Zeit geschlossen wird, ob der Arbeitnehmer in Voll- oder Teilzeit mit welcher anteiligen Arbeitszeit eingestellt wird, ggf. ob auf das Arbeitsverhältnis die Regelungen des Tarifgebiets West oder Ost Anwendung finden, die Dauer der Probezeit (in der Regel sechs Monate), die Entgeltgruppe und ob eventuelle Nebenabreden vereinbart wurden.

## Tarifvertrag
Die Tarifverträge im öffentlichen Dienst schreiben die wesentlichen Arbeitsbedingungen wie Entgelt, Arbeitszeit und Urlaub fest.
Für die Arbeitnehmer im Dienst des Bundes und der Kommunen besteht der Tarifvertrag für den öffentlichen Dienst (TVöD), für die Arbeitnehmer bei den Ländern (außer Hessen) der Tarifvertrag für den öffentlichen Dienst der Länder (TV-L) und für die Arbeitnehmer des Landes Hessen der Tarifvertrag Hessen (TV-H). Für einige Bereiche des öffentlichen Dienstes wie die Deutsche Bundesbank und die Bundesagentur für Arbeit gibt es eigene Tarifverträge.

## Geschichte
Historisch wurde im öffentlichen Dienst zwischen Arbeitern mit vorwiegend körperlichen Tätigkeiten und Angestellten mit überwiegend geistigen Arbeiten unterschieden.
Zu Beginn des 19. Jahrhunderts gab es erstmals Arbeiter im öffentlichen Dienst, der zuvor ausschließlich Beamten vorbehalten war. Während im allgemeinen Preußischen Landrecht von 1794 noch alle im Staatsdienst beschäftigten Personen als Staatsdiener und somit als Beamte bezeichnet wurden, tauchten im Jahr 1810 erste Rechtsvorschriften auf, die Arbeitnehmer im öffentlichen Dienst erwähnen. Personen, die bloße mechanische, gewöhnliche, tagelöhner- und handwerksmäßige Dienste verrichten wie Nachtwächter, Botenläufer, Aufwärter, Aktenhelfer und Stubenheizer erhielten nur den Status eines Beamten, wenn er ihnen besonders verliehen wurde. Diese Anzahl dieser Personen blieb jedoch gering. Auch bei der Verstaatlichung der Privateisenbahnen Mitte des 19. Jahrhunderts wurden die meisten Personen mit Ausnahme derer, die oben genannte Tätigkeiten ausführten, in ein Beamtenverhältnis übernommen. Hierzu kam jedoch zumindest im Eisenbahnbereich der Status der sogenannten uneigentlichen Staatsbeamter. Diese waren nicht vom Minister oder der Eisenbahndirektion ausdrücklich als Beamte übernommen wurden, sondern waren unter Wegfall der grundsätzlichen Unauflösbarkeit des Dienstverhältnisses angestellt.
Um 1900 traten neben Arbeitern auch mehr und mehr Angestellte im öffentlichen Dienst auf. Sie übernahmen Tätigkeiten vergleichbar von technischen Angestellten und Büroangestellten in der Privatwirtschaft – meist, wenn diese Tätigkeiten vorübergehend waren. Das Preußische Kommunalbeamtengesetz 1899 regelte, dass Personen, denen keine Anstellungsurkunde ausgehändigt wurde, keine Beamten waren, also Arbeiter oder Angestellte waren. Im Ersten Weltkrieg kam es zu einem starken Anstieg der Arbeitnehmer im öffentlichen Dienst, einerseits als Ersatz für die zum Kriegsdienst eingezogenen Beamten, andererseits durch die zusätzlichen öffentlichen Aufgaben im Bereich Kriegsversorgung und -verteilung. Erst in dieser Zeit war die Aufnahme von Arbeitern und Angestellten im öffentlichen Dienst endgültig vollzogen und der Begriff der Angestellten im öffentlichen Dienst setzte sich durch.
Bereits vor dem Ersten Weltkrieg hatten die Arbeitnehmer im öffentlichen Dienst eine gewohnheitsrechtliche Sonderstellung. Teilweise wurden ihnen beamtentypische Pflichten wie zur Treue und zur Amtsverschwiegenheit auferlegt, teilweise vertragsmäßig dem Disziplinarrecht der Beamten unterworfen, ohne hingegen beamtentypische Rechte gewährt zu bekommen. Eine erste einheitliche Sonderregelung für Arbeitnehmer im öffentlichen Dienst war die Verordnung gegen Bestechung und Geheimnisverrat nichtbeamteter Personen vom 3. Mai 1917 (RGBl. S. 393).
Tarifvertraglich kam es erstmals mit dem Reichsteiltarifvertrag für die Angestellten der Unternehmungen und Verwaltungen des Reiches und Preußens vom 4. Juni 1920 und dem dazugehörigen Manteltarifvertrag vom 6. November 1920 zu einer Regelung. Analog zu den damals 13 Besoldungsgruppen der Beamtenbesoldung gab es tarifvertraglich 13 Vergütungsgruppen. Der Reichsangestelltentarifvertrag (RAT) vom 2. Mai 1924 fasste nach der Zeit der Inflation den Reichsteiltarifvertrag und den Manteltarifvertrag zusammen. Im RAT waren neben den Arbeitsbedingungen für die Angestellten der Reichsverwaltungen auch die Arbeitsbedingungen der Angestellten bei der Deutschen Reichsbahn, der Reichspost und der Reichsbank abschließend geregelt. Zum 30. Juni 1924 entstand der im Wesentlichen inhaltsgleiche Preußische Angestellten-Tarifvertrag (PAT). Beide dienten als Vorbild für in den Ländern und Gemeinden entstehende Tarifverträge. In vielen Teilbereichen des RAT und PAT wurden beamtenrechtliche Grundsätze aufgenommen. So hatten die Angestellten nach § 4 RAT einen besonderen Eid auf die Verfassung abzulegen. Somit war das öffentliche Dienstrecht der Angestellten und Arbeiter als neuer Zweig des Arbeitsrechts entstanden. Durch dessen fortschreitende Angleichung an das Beamtenrecht wurde ihm teils eine eigenständige Stellung zwischen Arbeitsrecht und Beamtenrecht zugewiesen.
Aufgrund des Gesetzes zur Ordnung der Arbeit in öffentlichen Verwaltungen und Betrieben vom 23. März 1934 (AOGö; RGBl. I S. 220) traten zum 1. April 1938 drei große Tarifordnungen für die nichtbeamteten Gefolgschaftsmitglieder im öffentlichen Dienst in Kraft: die für Arbeiter und Angestellte geltende Allgemeine Tarifordnung für Gefolgschaftsmitglieder im öffentlichen Dienst (ATO), die Tarifordnung A für die Angestellten im öffentlichen (TO.A) und die Tarifordnung B für die Arbeiter im öffentlichen Dienst. Diese Tarifordnungen ersetzten die zahllosen Tarifverträge in den Ländern und Kommunen. Sie wurden nicht zwischen den Tarifparteien ausgehandelt, sondern einseitig durch Rechtsverordnung erlassen. Aufgrund des Gesetzes über die ergänzende Regelung der Dienstverhältnisse bei öffentlichen Verwaltungen und Betrieben vom 17. Februar 1938 (RGBl. I S. 206) wurden allgemeine Dienstordnungen erlassen, die die Tarifordnungen ergänzten und Abweichungen von den dort festgelegten Mindestbedingungen zuließen. Auch aufgrund des AOGö wurden Gemeinsame Dienstordnungen für mehrere Verwaltungsbereiche und Besondere Dienstordnungen für jede Einzelverwaltung erlassen. Mit den Kontrollratsgesetzen (KRG) Nr. 40 vom 30. November 1946 und Nr. 56 vom 30. Juni 1947 wurden das AÖGo aufgehoben; jedoch blieben ATO, TO.A und TO.B bis Anfang der 1960er Jahre in Kraft.
Für die Arbeiter des Bundes und der Länder galt vom 1. April 1964 bis zum 29. Februar 1996 der Mantel-Tarifvertrag für Arbeiter des Bundes (MTB II) bzw. der Manteltarifvertrag für Arbeiter der Länder (MTL II). Vom 1. März 1996 bis zum 31. Oktober 2006 galt der Manteltarifvertrag für Arbeiterinnen und Arbeiter des Bundes und der Länder. Für die Arbeiter der Kommunen galt vom 1. April 1962 bis zum 30. September 2005 der Bundesmanteltarifvertrag für Arbeiter gemeindlicher Verwaltungen und Betriebe (BMT-G II). Der Bundes-Angestelltentarifvertrag (BAT) galt für alle Angestellten im Öffentlichen Dienst ab dem 1. April 1961. Er löste die Tarifordnung A für Angestellte (TO.A) ab. Für die Neuen Bundesländer galten spezielle Tarifverträge mit reduzierter Vergütung (BAT-O, MT-Arb-O, BMT-GO).
Die seit den 1960ern in Kraft getretenen Tarifverträge wurde für den Bereich des Bundes und der Kommunen am 1. Oktober 2005 durch den TVöD abgelöst, für den Bereich der Länder am 1. November 2006 durch den TV-L. Damit entfiel die Unterscheidung zwischen Arbeitern und Angestellten im deutschen öffentlichen Dienst. Im Land Hessen gilt seit 1. Januar 2010 ein eigener Tarifvertrag, der TV-H.

## Interessenvertretungen
Die Vertretung der Interessen der Arbeitnehmer erfolgt im öffentlichen Dienst in den Personalvertretungen nach den Personalvertretungsgesetzen. Sie wählen Kandidaten getrennt von den Personen in einem Dienstverhältnis.
Eine große Gewerkschaft, die die Interessen der Arbeitnehmer im öffentlichen Dienst vertritt, ist die Vereinte Dienstleistungsgewerkschaft. Zudem bestehen zahlreiche Einzelgewerkschaften innerhalb des DBB Beamtenbund und Tarifunion.